# 4. Flak-Division
La 4. Flak-Division (4e division de Flak) est une division de lutte antiaérienne de la Luftwaffe allemande au sein de la Wehrmacht durant la Seconde Guerre mondiale.

## Historique
La 4. Flak-Division est mise sur pied le 1er septembre 1941 à Düsseldorf à partir du Luftverteidigungskommando 4.
En fin d'année 1941, début 1942, la division est transférée à Ratingen, et en juin 1942 à Duisbourg où elle restera jusqu'à sa reddition le 18 avril 1945 dans la poche de la Ruhr.

Le Stab/Flak-Regiment 120 (Flakgruppe Wuppertal) rejoint la division en mars 1944, mais la quitte en juin 1944. En juillet 1944, le Stab/Flak-Regiment 112 (Eisb.), le Stab/Flak-Regiment 103 (Flakgruppe Kassel) et le Stab/Flak-Regiment 47 (Flakgruppe Münster) rejoignent la division mais ce dernier la quitte en août 1944.
Le Stab/Flak-Regiment 112 (Eisb.) quitte la division en octobre 1944, tandis que le Stab/Flak-Regiment 117 (v) rejoint la division pour la quitter en novembre 1944.

## Commandement
| Début              | Fin             | Grade           | Nom                |
| ------------------ | --------------- | --------------- | ------------------ |
| 1er septembre 1941 | 28 février 1942 | General         | Gerhard Hoffmann   |
| 5 février 1942     | 26 février 1944 | Generalleutnant | Johannes Hintz     |
| 26 février 1944    | 31 octobre 1944 | Generalleutnant | Ludwig Schilffarth |
| 5 novembre 1944    | 18 avril 1945   | Oberst          | Max Hecht          |

### Chef d'état-major(Ia)
| Début              | Fin             | Grade | Nom                |
| ------------------ | --------------- | ----- | ------------------ |
| 1er septembre 1941 | 14 janvier 1943 | Major | Friedrich Herzberg |
| 1er avril 1943     | Février 1945    | Major | Uwe Vogel          |
| 12 février 1945    | 18 avril 1945   | Major | Alfred Tuch        |

## Organisation

### Rattachement
| Début              | Fin             | Commandement        |
| ------------------ | --------------- | ------------------- |
| 1er septembre 1941 | 22 février 1945 | Luftgau-Kommando VI |
| 23 février 1945    | 18 avril 1945   | VI. Flakkorps (de)  |

### Unités subordonnées
Formation le 1er septembre 1941 :
- Stab/Flak-Regiment 24 (o) (Flakgruppe Düsseldorf)
- Stab/Flak-Regiment 44 (o) (Flakgruppe Essen)
- Stab/Flak-Regiment 46 (o) (Flakgruppe Dorsten)
- Stab/Flak-Regiment 64 (o) (Flakgruppe Duisburg)
- Stab/Flakscheinwerfer-Regiment 74 (o) (Flakscheinwerfergruppe Duisburg)
- Luftnachrichten-Abteilung 124

Organisation au 1er novembre 1943 :
- Stab/Flak-Regiment 24 (o) (Flakgruppe Düsseldorf)
- Stab/Flak-Regiment 44 (o) (Flakgruppe Essen)
- Stab/Flak-Regiment 46 (o) (Flakgruppe Dorsten)
- Stab/Flak-Regiment 64 (o) (Flakgruppe Duisburg)
- Stab/Flakscheinwerfer-Regiment 74 (o) (Flakscheinwerfergruppe Duisburg)
- Luftnachrichten-Abteilung 124

Organisation au 1er septembre 1944 :
- Stab/Flak-Regiment 24 (o) (Flakgruppe Düsseldorf)
- Stab/Flak-Regiment 44 (o) (Flakgruppe Essen)
- Stab/Flak-Regiment 46 (o) (Flakgruppe Dorsten)
- Stab/Flak-Regiment 64 (o) (Flakgruppe Duisburg)
- Stab/Flakscheinwerfer-Regiment 74 (o) (Flakscheinwerfergruppe Duisburg)
- Stab/Flak-Regiment 103 (o) (Flakgruppe Kassel)
- Stab/Flak-Regiment 112 (Eisb.)
- Flak-Transport-Bttr. 22./IV, 33./VI, 3./VI et 128./VI
- Luftnachrichten-Abteilung 124

### Livres
- Georges Bernage & François de Lannoy, Dictionnaire historique de la Luftwaffe et de la Waffen-SS, éditions Heimdal, 1998
- (de) Karl-Heinz Hummel:Die deutsche Flakartillerie 1935 - 1945 - Ihre Großverbände und Regimenter, VDM Heinz Nickel, 2010